# Llista de masies de la Coma
Llista de masies i altres edificis disseminats de la Coma, municipi de la Coma i la Pedra.
| Topònim                                            | Documentada des de   | Emplaçament                                                                            |
| -------------------------------------------------- | -------------------- | -------------------------------------------------------------------------------------- |
| Ca l'Andal                                         | Segle XVIII          | 42° 10′ 29.52″ N, 1° 34′ 34.36″ E / 42.1748667°N,1.5762111°E                           |
| L'Antiga                                           | Segle XVIII          | Es desconeix on estava ubicada                                                         |
| Aragó o Mas de Naragó                              | 1714                 | Es desconeix on estava ubicada                                                         |
| Ca l'Arreplegant                                   | Segle XIX            | 42° 11′ 49.48″ N, 1° 34′ 2.430″ E / 42.1970778°N,1.56734167°E                          |
| Barbarossa o Barba-rossa o Barbarosa Mas de Naragó | 1577                 | Es desconeix on estava ubicada                                                         |
| Cal Barrusca                                       | ?                    | 42° 10′ 19.59″ N, 1° 34′ 28.84″ E / 42.1721083°N,1.5746778°E                           |
| Batlle                                             | ?                    | Es desconeix on estava ubicada                                                         |
| Cal Bep                                            | Segle XVIII          | 42° 11′ 35.20″ N, 1° 34′ 5.723″ E / 42.1931111°N,1.56825639°E                          |
| Bertran                                            | 1553                 |                                                                                        |
| Cal Bonic                                          | Segle XIX            | 42° 11′ 9.653″ N, 1° 35′ 18.50″ E / 42.18601472°N,1.5884722°E                          |
| la Borda del Pujol                                 | Segle XVIII          | 42° 11′ 2.172″ N, 1° 36′ 34.85″ E / 42.18393667°N,1.6096806°E                          |
| Bresca o Brega                                     | 1553                 | Es desconeix on estava ubicada                                                         |
| La Cabanella                                       | ?                    | Es desconeix on estava ubicada                                                         |
| Cal Cabanes                                        |                      |                                                                                        |
| Cal Cabrer                                         | ?                    | 42° 11′ 2.172″ N, 1° 36′ 34.85″ E / 42.18393667°N,1.6096806°E                          |
| Cal Cameta                                         | ?                    | 42° 11′ 13.71″ N, 1° 34′ 30.31″ E / 42.1871417°N,1.5750861°E                           |
| Cal Campà                                          | ?                    | 42° 11′ 37.36″ N, 1° 34′ 24.82″ E / 42.1937111°N,1.5735611°E                           |
| La Carrandella                                     | Segle XIX            | 42° 11′ 27.47″ N, 1° 35′ 4.705″ E / 42.1909639°N,1.58464028°E                          |
| Casa dels Clotassos                                | ?                    | 42° 10′ 52.3″ N, 1° 35′ 04.6″ E / 42.181194°N,1.584611°E                               |
| Casal                                              | 1553                 | Es desconeix on estava ubicada                                                         |
| la Casanova del Pujol                              | Segle XIX            | 42° 11′ 27.49″ N, 1° 36′ 16.25″ E / 42.1909694°N,1.6045139°E                           |
| Casasantpere o Casa Sant Pere                      | 1703                 | Es desconeix on estava ubicada                                                         |
| Cal Cristo                                         | Segle XX             | 42° 11′ 13.71″ N, 1° 34′ 30.31″ E / 42.1871417°N,1.5750861°E                           |
| Cal Culrodó                                        | ?                    | style="font-size:85%;" \| 42° 10′ 21.69″ N, 1° 34′ 39.54″ E / 42.1726917°N,1.5776500°E |
| Cal Custodi                                        | Segle XVII           | 42° 11′ 16.98″ N, 1° 34′ 48.52″ E / 42.1880500°N,1.5801444°E                           |
| Ca l'Estevet                                       | ?                    | 42° 10′ 23.31″ N, 1° 34′ 36.93″ E / 42.1731417°N,1.5769250°E                           |
| Ca l'Estevet Segal                                 | Segle XIX            | 42° 10′ 57.12″ N, 1° 34′ 39.13″ E / 42.1825333°N,1.5775361°E                           |
| Cal Felip                                          | Segle XVIII          | Es desconeix on estava ubicada                                                         |
| Cal Fera                                           | Segle XIX            | style="font-size:85%;" \| 42° 11′ 41.61″ N, 1° 34′ 33.34″ E / 42.1948917°N,1.5759278°E |
| Cal Fiter                                          | Segle XVIII          | 42° 11′ 16.50″ N, 1° 35′ 16.59″ E / 42.1879167°N,1.5879417°E                           |
| La Foradada                                        | Segle XVIII          | 42° 12′ 3.715″ N, 1° 34′ 3.433″ E / 42.20103194°N,1.56762028°E                         |
| Cal Gansola                                        | Segle XX             | 42° 11′ 15.51″ N, 1° 34′ 45.22″ E / 42.1876417°N,1.5792278°E                           |
| Cal Garriga                                        | Xalet modern         |                                                                                        |
| la Granja                                          | ?                    | 42° 11′ 3.041″ N, 1° 34′ 53.25″ E / 42.18417806°N,1.5814583°E                          |
| Cal Jaume                                          | Segle XX             | Es desconeix on estava ubicada                                                         |
| Cal Jepó                                           | ?                    | 42° 10′ 54.61″ N, 1° 34′ 37.44″ E / 42.1818361°N,1.5770667°E                           |
| Cal Joan del Batlle                                | Segle XVIII          | 42° 11′ 41″ N, 1° 34′ 17″ E / 42.194746°N,1.571282°E                                   |
| Cal Lleí                                           | ?                    | 42° 11′ 13.13″ N, 1° 35′ 15.69″ E / 42.1869806°N,1.5876917°E                           |
| Cal Mall                                           | Segle XIX            | 42° 11′ 31.40″ N, 1° 34′ 11.51″ E / 42.1920556°N,1.5698639°E                           |
| Cal Manel                                          | ?                    |                                                                                        |
| Casa Massanés                                      | Moderna              | 42° 10′ 22.62″ N, 1° 35′ 7.041″ E / 42.1729500°N,1.58528917°E                          |
| Cal Miquel de Muntanya                             | Segle XVIII          | 42° 11′ 31.44″ N, 1° 33′ 57.89″ E / 42.1920667°N,1.5660806°E                           |
| Molí de Baix                                       | ?                    | 42° 10′ 31.09″ N, 1° 35′ 20.21″ E / 42.1753028°N,1.5889472°E                           |
| Molí de Dalt                                       | Medieval             | 42° 10′ 45.39″ N, 1° 35′ 7.318″ E / 42.1792750°N,1.58536611°E                          |
| Pauet                                              | Segle XIX            | Es desconeix on estava ubicada                                                         |
| Cal Pelegrí                                        | ?                    |                                                                                        |
| Cal Pere Marquès                                   | ?                    | 42° 11′ 50.98″ N, 1° 34′ 16.69″ E / 42.1974944°N,1.5713028°E                           |
| Cal Pere Plans                                     | ?                    | Es desconeix on estava ubicada. Podria ser la mateixa que Cal Pere Marquès.            |
| els Pernals                                        | Molt vella           | 42° 11′ 55.44″ N, 1° 34′ 11.44″ E / 42.1987333°N,1.5698444°E                           |
| Cal Pep                                            |                      |                                                                                        |
| Cal Planes                                         | ?                    |                                                                                        |
| Planers                                            | Segle XVII           | 42° 12′ 9.225″ N, 1° 34′ 9.511″ E / 42.20256250°N,1.56930861°E                         |
| Plans de la Coma o Plans                           | 1630                 |                                                                                        |
| Cal Poma                                           | ?                    | 42° 11′ 23.31″ N, 1° 34′ 12.30″ E / 42.1898083°N,1.5700833°E                           |
| Porxo                                              | ?                    | Es desconeix on estava ubicada                                                         |
| Pudor                                              | ?                    | Es desconeix on estava ubicada                                                         |
| Cal Pujantell                                      | molt vella           | 42° 11′ 14.24″ N, 1° 35′ 16.47″ E / 42.1872889°N,1.5879083°E                           |
| Cal Quirze dels Clots                              | molt vella           | 42° 11′ 13.64″ N, 1° 35′ 19.11″ E / 42.1871222°N,1.5886417°E                           |
| Cal Ramon Gansola                                  | Segle XIX            | 42° 10′ 59.71″ N, 1° 34′ 51.52″ E / 42.1832528°N,1.5809778°E                           |
| Cal Reli                                           | Segle XVIII          | 42° 11′ 33.41″ N, 1° 34′ 7.174″ E / 42.1926139°N,1.56865944°E                          |
| Cal Ribera                                         | Segle XVIII          | 42° 11′ 34.83″ N, 1° 34′ 1.605″ E / 42.1930083°N,1.56711250°E                          |
| Cal Roset                                          | Segle XVIII          | 42° 11′ 3.745″ N, 1° 34′ 46.33″ E / 42.18437361°N,1.5795361°E                          |
| Cal Sant                                           | ?                    | 42° 10′ 21.32″ N, 1° 34′ 31.96″ E / 42.1725889°N,1.5755444°E                           |
| Sant Andreu casa i capella                         | 1050                 | 42° 10′ 37.34″ N, 1° 36′ 2.606″ E / 42.1770389°N,1.60072389°E                          |
| Sebastià Rius                                      | 1553                 | Es desconeix on estava ubicada                                                         |
| Cal Serni                                          | Segle XVIII          | 42° 11′ 8.037″ N, 1° 34′ 34.25″ E / 42.18556583°N,1.5761806°E                          |
| La Serra                                           | ?                    |                                                                                        |
| Serrador o Sarador                                 | 1553                 | Es desconeix on estava ubicada                                                         |
| Simon                                              | 1553                 |                                                                                        |
| Subirà                                             | 1553                 | Es desconeix on estava ubicada                                                         |
| Cal Terrerol                                       | Segle XVIII          | 42° 11′ 50.07″ N, 1° 34′ 12.27″ E / 42.1972417°N,1.5700750°E                           |
| Terrers o Tarrés                                   | Segle XVIII          |                                                                                        |
| Cal Tet                                            | Segle XIX            | 42° 11′ 36.70″ N, 1° 34′ 32.72″ E / 42.1935278°N,1.5757556°E                           |
| Torre de la Vila                                   | construcció medieval | 42° 10′ 32.60″ N, 1° 36′ 10.36″ E / 42.1757222°N,1.6028778°E                           |
| Cal Totxo                                          | ?                    | 42° 11′ 47.70″ N, 1° 34′ 6.786″ E / 42.1965833°N,1.56855167°E                          |
| Cal Tuixén                                         | Segle XVIII          | 42° 10′ 15.79″ N, 1° 34′ 57.17″ E / 42.1710528°N,1.5825472°E                           |
| Cal Voluntari                                      | Segle XIX            | 42° 10′ 17.37″ N, 1° 35′ 1.408″ E / 42.1714917°N,1.58372444°E                          |
| Xeró                                               | Segle XVII           | Es desconeix on estava ubicada                                                         |